# Закон УРСР «Про мови в Українській РСР»
Закон УРСР «Про мови в Українській РСР», ухвалений 28 жовтня 1989, ще до проголошення незалежності України. Закон став першим вагомим здобутком національно-демократичних сил і закріпив позиції, які на той час здобули українська інтелігенція та національний рух.
Скасований законом України «Про засади державної мовної політики», який згодом скасували, визнавши неконституційним 28 лютого 2018 року. Тим самим Закон УРСР «Про мови в Українській РСР» автоматично відновлювався і де-юре залишався чинним до ухвалення в 2019 році закону України «Про забезпечення функціонування української мови як державної».

## Зміст Закону
Закон містить такі розділи: 
I. Загальні положення
II. Мова державних, партійних, громадських органів, підприємств, установ і організацій
III. Мова освіти, науки, інформатики і культури
IV. Мова інформації та зв'язку
V. Мова назв
VI. Сприяння національно-культурному розвиткові українців, які проживають за межами української РСР

## Приписи
Згідно зі Статтею 2. Державною мовою Української РСР встановлювалася українська мова:
«Відповідно до Конституції Української РСР державною мовою Української Радянської Соціалістичної Республіки є українська мова. Українська РСР забезпечує всебічний розвиток і функціонування української мови в усіх сферах суспільного життя. Республіканські і місцеві державні, партійні, громадські органи, підприємства, установи і організації створюють всім громадянам необхідні умови для вивчення української мови та поглибленого оволодіння нею».
Разом з тим у Законі зазначено, що держава створює необхідні умови для розвитку і використання мов інших національностей, які проживають в Україні.

## Резонансні заходи
На підставі Закону було складено й затверджено «Державну програму розвитку української мови та інших національних мов в Українській РСР на період до 2000 року». В ній передбачено утвердження української мови як державної поетапно в різних регіонах країни.
Однак програма виконувалася мляво, особливо в південних та східних областях (див. Мовно-культурне поле Східної України). Справу пригальмувало й те, що певні політичні сили протягом 1994 — 1-ї половини 1996 настійно домагалися проголошення російської мови як «офіційної» поряд із державною українською, тобто фактично двох державних мов, оскільки термін «офіційна мова» в міжнародній практиці — це синонім терміну «державна мова». Визнання російської мови як офіційної призвело б до істотного обмеження функції української мови в ролі єдиної державної мови.

## Значення
Ухвалення Закону «Про мову в Українській РСР» є фактом утвердження демократичних досягнень на території колишнього СРСР. Схожі закони ухвалили Грузія, парламенти балтійських країн. На черзі була Україна. При цьому закон про мову дещо різнився від радикальнішого законопроєкту, який пропонували Спілка письменників, Товариство української мови.
Водночас закріплювалося вагоме значення російської мови в Україні. Зокрема, службові особи зобов'язані володіти як українською, так і російською мовами, акти найвищих органів мають публікуватися обома мовами, вивчення в усіх загальноосвітніх школах української і російської мов є обов'язковим. Останній пункт всупереч Закону не виконувався в незалежній Україні,- російська мова в багатьох загальноосвітніх школах стала факультативним уроком.